# Ніхто не надто малий, щоб щось змінити
«Ніхто не надто малий, щоб щось змінити» — книга-збірник промов шведської екологічної активістки Ґрети Тунберг про глобальне потепління та кліматичну кризу, яка була видана за підтримки видавництва Penguin.

## Опис
Назва книги — цитата екоактивістки з промови, яку вона виголосила на кліматичних переговорах в ООН. Вперше була опублікована у травні 2019 року; пізніше була доповнена, перекладена та перевидана у різних країнах світу.
До збірки увійшли 11 (у листопаді 2019 року додано ще 5) історичних та новаторських промов, які Ґрета Тунберг виголосила за останні кілька років про зміни клімату.
За повідомленням видавництва Penguin, книга ознайомить читача з Ґретою за її власними словами. Це збірник промов, від ООН до масових вуличних акцій протесту. У книзі зібрані деякі з хвилюючих промов Ґрети за місяці її життя як глобального активіста. Ключові промови Тунберг, викладені у виданні, були зроблені в період з вересня 2018 року по квітень 2019 року, де вона виступала з доповідями про кліматичні удари, в парламентах по всьому світу і в ООН, щоб поширити своє послання про кліматичну надзвичайну ситуацію.
До книги, зокрема, увійшла і відома промова «Наш дім у вогні, а ви дієте, як розпещені, безвідповідальні діти». Саме її активістки виголосила перед лідерами ЄС у лютому 2019 року.
Британська мережа книгарень Waterstones назвала Ґрету Тунберг автором 2019 року.
Керівниця компанії Waterstones Кейт Макхейл сказала:
|  | Виступи Ґрети Тунберг були натхненням для мільйонів, і тепер вони зібрані в новому виданні "Ніхто не занадто малий, щоб щось змінити", що потужно ілюструє цю чудову історію. |